# 基普灣

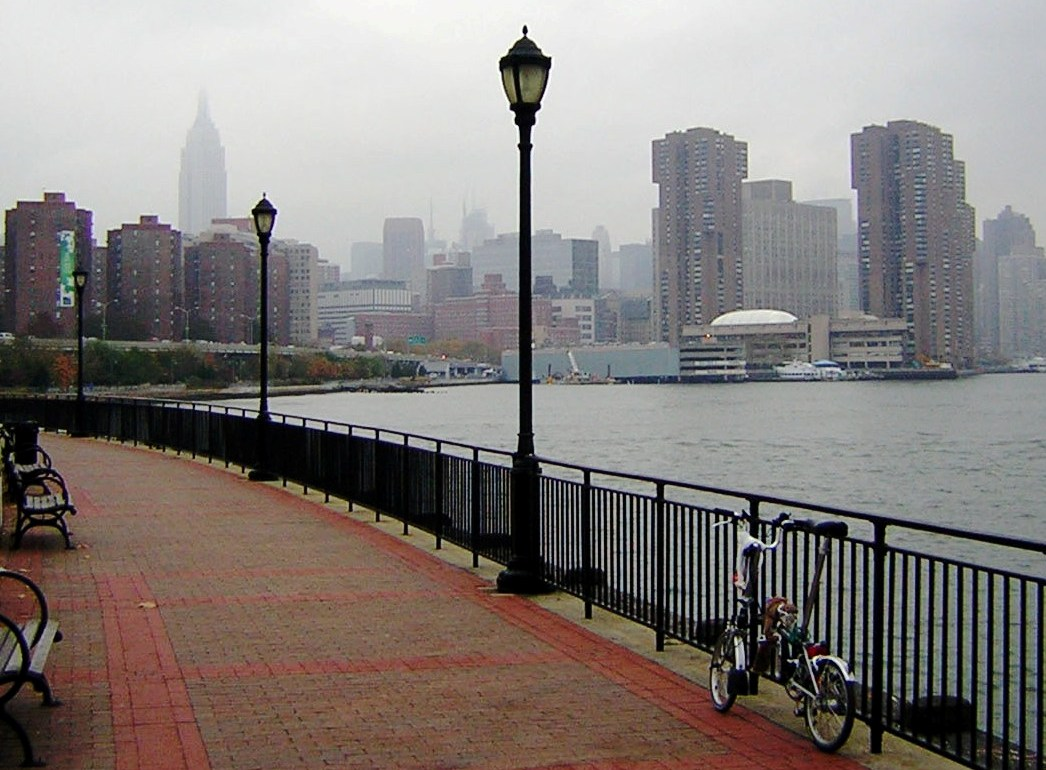

基普灣（Kips Bay）是位於紐約市曼哈頓東部的一個地區。該地區聚集有眾多大學醫院。美國獨立戰爭期間的基普灣登陸戰發生在這裡。